# Gerry Rafferty
Gerry Rafferty (Paisley, 16 april 1947 – Stroud, 4 januari 2011) was een Schots zanger en liedjesschrijver.

## Biografie
Rafferty werd aanvankelijk lokaal bekend door zijn optredens met diverse bandjes, zoals The Censors en The Fifth Column. In 1969 vormde hij samen met Billy Connolly (tegenwoordig bekend als komiek) het duo The Humblebums. Ze scoorden in 1970 een kleine hit met Shoeshine boy, dat een 28e plaats in de Veronica Top 40 bereikte. In de Britse hitlijsten deed het echter niets.
In 1971 bracht Rafferty een soloalbum uit: Can I have my money back? Een jaar later richtte hij met zijn oude schoolmakker Joe Egan de groep Stealers Wheel op. Ze hadden een hit met onder andere Stuck in the middle with you (1972).
Vanaf 1977 ging Rafferty opnieuw solo met de zeer succesvolle plaat City to City, met daarop zijn meest bekende song Baker Street. Hij behaalde de 3e plaats in de Britse hitparade, en de 9e in de Nederlandse hitparade.
Het volgende album Night owl (1979) verkocht ook goed, maar in de jaren daarna taande het succes, mede omdat Rafferty weigerde zijn albums te promoten met optredens. Na de albums Snakes and ladders (1980) en Sleepwalking (1982) werd het stil rond Rafferty.
In 1987 produceerde Rafferty samen met Hugh Murphy Letter from America van The Proclaimers, die daar een redelijke hit mee scoorden. Na zes jaar stilte kwam Rafferty terug met het album North & south (1988).
In de jaren daarna kwam er een eind aan zijn huwelijk, wat zijn weerklank vond op het album On a wing and a prayer (1992).
Na jaren niet meer te hebben opgetreden, volgde een Europese tournee, waarin ook Nederland werd aangedaan (concert op 17 februari 1993 in Vredenburg, Utrecht.). In 1994 verscheen het album Over my head met o.a. een aantal Stealers Wheel-covers. Egan werkte aan dit album mee
Pas in 2000 werd een nieuw album op Rafferty's eigen label ICON gepresenteerd, dat uitsluitend via zijn website te verkrijgen is.
In 2003 bracht Hypertension Records een herziene versie van het album, met de naam Another world, op de markt. Het was de zwanenzang van Rafferty, vergelijkbaar met de laatste albums van Johnny Cash. Het album bleef tamelijk onbekend en succes in Nederland bleef dit keer uit, waarna op muzikaal gebied tot 2009 niets meer van Rafferty werd vernomen.
Eind 2006 werd zijn website uit de lucht gehaald. In datzelfde jaar haalde hij de voorpagina van The Daily Mail toen hij dronken in een vliegtuig richting de Verenigde Staten werd aangetroffen. Mogelijk ten gevolge van uitblijvend succes en/of de gevolgen van zijn ziekte, kwam Rafferty in juli 2008 wederom in het nieuws via de krant Scotland on Sunday. Daarin werd melding gemaakt van door hem veroorzaakte overlast in het Westbury Hotel in Londen. Hij moest het hotel verlaten. De zieke en verwarde zanger werd vervolgens opgenomen in het St Thomas' Hospital om behandeld te worden aan een chronische leveraandoening.
Op 1 augustus 2008 verdween hij spoorloos, met achterlating van zijn eigendommen. Het ziekenhuis gaf hem op als vermist. Op 17 februari 2009 meldde de Britse krant The Guardian dat Rafferty zich zou ophouden in het zuiden van Engeland, terwijl de Daily Telegraph meldde dat zijn advocaten aan de televisiezender Channel 4 verklaarden dat het goed met Rafferty ging: hij verbleef dat jaar in zijn huis in het Italiaanse Toscane om daar aan nieuwe songs en een nieuw album te werken, dat gepland stond voor de zomer van 2009.
Eind 2009 werd het verzamelalbum Life goes on uitgebracht met geremasterd werk van de laatste drie albums, aangevuld met nieuw materiaal, onder andere twee kerstnummers.
Rafferty overleed op 63-jarige leeftijd na een langdurig ziekbed als gevolg van een leveraandoening na jarenlang alcoholmisbruik.

## Trivia
- In 1988 werd de zanger van de Nederlandse band Kafblau in het muziekblad OOR omschreven als "Gerry Rafferty zonder kunstgebit". Rafferty werd op de hoogte gesteld en schreef een boze brief ("This is damaging my career") aan het muziekblad.
- In 1992 scoorde Undercover een hit met een dance-versie van Baker street. Ook de Foo Fighters hebben dit nummer gespeeld.
- Rafferty's voornaam is de verkorte vorm van Gerald, en moet worden uitgesproken als "Jerry" niet als "Gary".

## Discografie
Zie ook discografie Stealers Wheel.

### Albums
| Album met eventuele hitnotering(en) in de Nederlandse Album Top 100 | Datum van verschijnen | Datum van binnenkomst | Hoogste positie | Aantal weken | Opmerkingen                        |
| ------------------------------------------------------------------- | --------------------- | --------------------- | --------------- | ------------ | ---------------------------------- |
| City to City                                                        | 1977                  | 25-02-1978            | 4               | 40           |                                    |
| Night Owl                                                           | 1979                  | 02-06-1979            | 11              | 14           |                                    |
| Snakes and Ladders                                                  | 1980                  | 26-04-1980            | 15              | 11           |                                    |
| Sleepwalking                                                        | 1982                  | 25-09-1982            | 18              | 7            |                                    |
| North and South                                                     | 1988                  | 30-04-1988            | 25              | 13           |                                    |
| Collected                                                           | 02-02-2011            | 05-02-2011            | 3               | 17           | met Stealers Wheel / Verzamelalbum |

| Album met hitnotering(en) in de Vlaamse Ultratop 200 albums | Datum van verschijnen | Datum van binnenkomst | Hoogste positie | Aantal weken | Opmerkingen                        |
| ----------------------------------------------------------- | --------------------- | --------------------- | --------------- | ------------ | ---------------------------------- |
| Collected                                                   | 2011                  | 26-02-2011            | 81              | 2            | met Stealers Wheel / Verzamelalbum |
| Rest in Blue                                                | 2021                  | 18-09-2021            | 152             | 1            |                                    |

### Singles
| Single met eventuele hitnotering(en) in de Nederlandse Top 40 | Datum van verschijnen | Datum van binnenkomst | Hoogste positie | Aantal weken | Opmerkingen                                                                         |
| ------------------------------------------------------------- | --------------------- | --------------------- | --------------- | ------------ | ----------------------------------------------------------------------------------- |
| City to City                                                  | 1978                  | 25-02-1978            | 11              | 8            | #23 in de Nationale Hitparade                                                       |
| Baker Street                                                  | 1978                  | 22-04-1978            | 9               | 8            | #16 in de Nationale Hitparade / TROS Paradeplaat / Veronica Alarmschijf Hilversum 3 |
| Right Down the Line                                           | 1978                  | 21-10-1978            | tip17           | -            |                                                                                     |
| Get It Right Next Time                                        | 1979                  | 06-10-1979            | tip15           | -            |                                                                                     |
| Sleepwalking                                                  | 1982                  | 11-09-1982            | tip14           | -            |                                                                                     |
| Shipyard Town                                                 | 1988                  | 07-05-1988            | tip10           | -            | #59 in de Nationale Hitparade Top 100                                               |
| Don't Give Up on Me                                           | 1992                  | 10-10-1992            | tip3            | -            | #61 in de Nationale Top 100                                                         |
| Baker Street                                                  | 2011                  | -                     |                 |              | #27 in de Mega Top 50                                                               |

| Single met hitnotering(en) in de Vlaamse Ultratop 50 | Datum van verschijnen | Datum van binnenkomst | Hoogste positie | Aantal weken | Opmerkingen |
| ---------------------------------------------------- | --------------------- | --------------------- | --------------- | ------------ | ----------- |
| City to City                                         | 1978                  | 15-04-1978            | 20              | 4            |             |
| Baker Street                                         | 1978                  | 06-05-1978            | 9               | 9            |             |
| Shipyard Town                                        | 1988                  | 11-06-1988            | 29              | 1            |             |

### NPO Radio 2 Top 2000
| Nummers met noteringen in de NPO Radio 2 Top 2000 | '99  | '00  | '01  | '02  | '03  | '04 | '05  | '06 | '07 | '08 | '09 | '10 | '11 | '12 | '13 | '14 | '15 | '16 | '17 | '18 | '19 | '20 | '21 | '22 | '23 | '24 |
| ------------------------------------------------- | ---- | ---- | ---- | ---- | ---- | --- | ---- | --- | --- | --- | --- | --- | --- | --- | --- | --- | --- | --- | --- | --- | --- | --- | --- | --- | --- | --- |
| Baker Street                                      | 309  | 421  | 384  | 473  | 532  | 539 | 427  | 549 | 742 | 547 | 672 | 726 | 396 | 330 | 349 | 298 | 374 | 448 | 449 | 514 | 550 | 574 | 599 | 691 | 693 | 723 |
| City to City                                      | 1428 | 1761 | 1775 | 1819 | 1812 | -   | 1877 | -   | -   | -   | -   | -   | -   | -   | -   | -   | -   | -   | -   | -   | -   | -   | -   | -   | -   | -   |

1. ↑  Een '-' betekent dat het nummer niet was genoteerd en een vetgedrukt getal geeft de hoogste notering van een nummer aan.